# Ludovic-Trarieux-Menschenrechtspreis
Der Internationale Ludovic-Trarieux-Preis für Menschenrechte (französisch Prix International des droits de l’homme Ludovic-Trarieux) ist eine Auszeichnung für Rechtsanwälte, die sich für Menschenrechte und Rechtsstaatlichkeit gegen Rassismus und Intoleranz engagieren. Er wird von verschiedenen europäischen und nationalen Rechtsanwaltskammern und -organisationen seit 1985 verliehen. Benannt wurde er nach Ludovic Trarieux (1840–1904), dem Gründer der Französischen Liga für Menschenrechte.

## Preisträger
- 1985: Nelson Mandela, Südafrika
- 1992: Augusto Zúñiga Paz, Peru
- 1994: Jadranka Cigelj, Bosnien-Herzegowina
- 1996: Nejib Hosni, Tunesien und Dalila Meziane, Algerien
- 1998: Zhou Guoqiang, China
- 2000: Esber Yagmurdereli, Türkei
- 2002: Mehrangiz Kar, Iran
- 2003: Digna Ochoa und Bárbara Zamora, Mexiko
- 2004: Aktham Naisse, Syrien
- 2005: Henri Burin des Roziers, Brasilien[1]
- 2006: Parvez Imroz, Indien
- 2007: René Gómez Manzano, Kuba
- 2008: U Aye Myint, Myanmar, übergeben in Rom durch Emma Bonino
- 2009: Beatrice Mtetwa, Simbabwe[2]
- 2010: Karinna Moskalenko, Russland[3]
- 2011: Fathi Terbil, Libyen, übergeben in Brüssel durch Viviane Reding[4]
- 2012: Muharrem Erbey, Türkei, inhaftiert, übergeben in Berlin von Sabine Leutheusser-Schnarrenberger[5][6]
- 2013: Vadim Kuramshin, Kasachstan[7]
- 2014: Mahinur al-Masri, Ägypten[8]
- 2015: Waleed Abulkhair, Saudi-Arabien[9]
- 2016: Wang Yu, China, die Nominierte lehnte den Preis nach ihrer Entlassung aus dem Gefängnis in einer Erklärung ab[10]
- 2017: Mohammed al-Roken, Vereinigte Arabische Emirate
- 2018: Nasrin Sotoudeh, Iran
- 2019: Rommel Duran Castellanos, Kolumbien
- 2020: Ebru Timtik und Barkin Timtik, Türkei
- 2021: Freshta Karimi, Afghanistan
- 2022: Arminsalar Davoudi, Iran
- 2023: Yulia Yurhilevich, Belarus
- 2024: Ywet Nu Aung, Myanmar

## Mention Spéciale du Jury
Seit 2016 vergibt die Jury jährlich eine Mention spéciale du jury [Besondere Erwähnung der Jury], die einer Rechtsanwaltskammer verliehen wird, die durch ihre Arbeit die Verteidigung der Menschenrechte veranschaulichte.
- 2017 – Balochistan Bar Council
- 2018 – Diyarbakır Bar Association
- 2019 – Zentrale Anwaltskammer der Krim
- 2020 – Barreau de Port au Prince
- 2021 – Barreau de Beyrouth
- 2022 – Anwaltskammer von Warschau
- 2023 – Barreau de Tunisie
- 2024 – Law Society of North Ireland[11]